# Léon Demeuldre
Léon „Bodas[c]h“ Demeuldre (* 1925) ist ein belgischer Jazz-Schlagzeuger.
Demeuldre spielte in den frühen 1940er-Jahren u. a. bei Jean-Pierre „Big John“ Vandenhoute (mit dem 1941 erste Aufnahmen entstanden) und im KOTT-Orchester bzw. im Septett von Henri Van Bemst, in den 1950er-Jahren u. a. mit Francis Coppieters, Herman Sandy und Léo Souris. Im Jazz Club Brüssel begleitete er mit Bob Colmant (Banjo) und Benoît Quersin (Kontrabass) in Belgien gastierende Jazzmusiker wie Don Byas, Peanuts Holland und Albert Nicholas. 1955 entstanden Privataufnahmen unter eigenem Namen (Jazz Vivant) mit Henri Carels (Trompete), Jacky June (Tenorsaxophon), Jean Fanis (Piano) und Nick Kletchkovsky (Bass). 1960 spielte er bei Bill Coleman, 1972 noch bei Alex Scorier and His Dixieland Band. Im Bereich des Jazz war er zwischen 1941 und 1972 an 14 Aufnahmesessions beteiligt.